# Vasile Pahone
Vasile Pahone (n. 1869, Rusu Bârgăului, România – d. 1931, Bistrița, România) a fost un deputat în Marea Adunare Națională de la Alba Iulia, organismul legislativ reprezentativ al „tuturor românilor din Transilvania, Banat și Țara Ungurească”, cel care a adoptat hotărârea privind Unirea Transilvaniei cu România, la 1 decembrie 1918.:p. 77

## Biografie
Vasile Pahone a fost avocat în Bistrița și, pentru un timp (prin 1926), prefect al județului Năsăud.:p. 126

## Activitatea politică

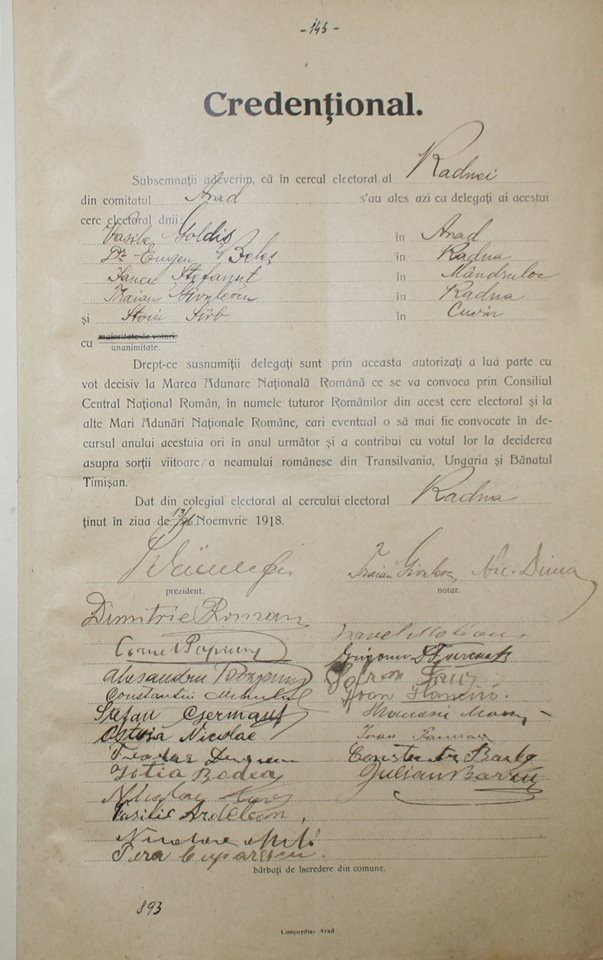
Credențional

Ca deputat în Adunarea Națională din 1 decembrie 1918 a reprezentat, ca delegat de drept, Fondul Central Școlar și de stipendii din districtul Năsăudului. A fost președinte al Fondurilor grănicerești năsăudene, a contribuit la constituirea C.N.R. Bistriță-Năsăud și la constituirea consiliilor și gărzilor din județ. A fost ales în Marele Sfat Național.:p. 126